# Schefflera
Schefflera là danh pháp khoa học của một chi thực vật có hoa trong họ Araliaceae.

## Từ nguyên
Tên chi là để vinh danh Johann Peter Ernst von Scheffler (1739-1809), bác sĩ kiêm nhà khoáng vật học kiêm nhà thực vật học người Gdańsk, đã đóng góp một số mẫu cây cho Gottfried Reyger (1704-1788), được đề cập trong sách Tentamen florae Gedanensis.

## Lịch sử phân loại
Cho tới thập niên 1970, Schefflera chứa  khoảng 200 loài và các chi Crepinella, Didymopanax, Dizygotheca, Enochoria, Geopanax, Neocussonia, Octotheca, Plerandra, Scheffleropsis, Tupidanthus, Agalma, Brassaia, Cephaloschefflera được coi là độc lập và có quan hệ họ hàng gần với nó; nhưng kể từ đó thì nó được liên tục mở rộng bằng cách gộp tất cả các chi nói trên và cho tới năm 2005 thì nó chứa tới khoảng 600 loài. Tuy nhiên, các nghiên cứu phát sinh chủng loài cho thấy Schefflera nghĩa rộng (sensu lato) là đa ngành.
Từ năm 2013 người ta lại tách Schefflera nghĩa rộng thành Schefflera nghĩa hẹp với số lượng loài giảm rất mạnh và một số chi, trong cố gắng để đảm bảo tính đơn ngành của các chi này. Cụ thể bao gồm:
- Plerandra (bao gồm cả Bakeria, Dizygotheca, Enochoria, Nesopanax, Octotheca, Pentadiplandra).[8]
- Astropanax (bao gồm cả Geopanax).[9]
- Neocussonia.[9]
- Sciodaphyllum (bao gồm cả Actinophyllum, Cotylanthes, Sciadophyllum).[10]
- Crepinella.[11]
- Didymopanax.[12]
- Heptapleurum (bao gồm cả Actinomorphe, Agalma, Brassaia, Cephaloschefflera, Gynapteina, Heptoneurum, Parapanax, Paratropia, Scheffleropsis, Tupidanthus, Unjala).[13]

## Các loài
Danh sách các loài dưới đây là thuộc Schefflera nghĩa hẹp, phân bố tại New Zealand và một số đảo cận kề ở tây nam Thái Bình Dương.
- Schefflera balansana Baill., 1878: New Caledonia.
- Schefflera candelabrum Baill., 1788: New Caledonia.
- Schefflera coenosa (R.Vig.) Frodin, 2003 in 2004: Đông nam New Caledonia.
- Schefflera digitata J.R.Forst. & G.Forst., 1775: New Zealand.
- Schefflera euthytricha A.C.Sm., 1967: Fiji.
- Schefflera kerchoveiana (Veitch ex W.Richards) Frodin & Lowry, 1989: Vanuatu.
- Schefflera leratii R.Vig., 1925: New Caledonia.
- Schefflera neoebudica Guillaumin, 1937: Vanuatu.
- Schefflera ouveana (Däniker) Frodin, 2003 in 2004: New Caledonia.
- Schefflera pseudocandelabrum R.Vig., 1909: New Caledonia.
- Schefflera samoensis (A.Gray) Harms, 1894: Samoa.
- Schefflera vieillardii Baill., 1878: New Caledonia.
- Schefflera vitiensis (A.Gray) Seem., 1865: Fiji.